# Walter Seitz (Politiker)
Walter Seitz (* 24. Juli 1905 in München; † 10. Februar 1997 ebenda) war ein deutscher Mediziner und Politiker (SPD). Er war von 1950 bis 1954 Mitglied des Bayerischen Landtages.

## Leben
Seitz studierte Medizin in München, Heidelberg, Berlin und Frankfurt am Main. Seit dem Studium war er Mitglied der Studentenverbindung Akademischer Gesangverein München im SV. Nach dem Studium war er Assistent an verschiedenen Kliniken und wissenschaftlichen Instituten. Er wurde 1936 Facharzt für innere Medizin und 1939 in Berlin an der II. Medizinischen Klinik der Charité habilitiert.
Er war nicht Mitglied der NSDAP und wurde deshalb als Assistenzarzt entlassen. Stattdessen betätigte er sich als beratender Internist beim pharmazeutischen Unternehmen Schering AG in Berlin. In den Jahren 1942 bis 1943 war er Oberarzt am Augustahospital in Berlin. Im Jahr 1944 wurde er als Arzt zum Roten Kreuz eingezogen. Da er sich jedoch weigerte, gemäß seinen Regeln die Ostwallarbeiter kategorisch gesund zu schreiben, folgte eine Anzeige bei der Gestapo. Durch Untertauchen in Berlin konnte er sich einer Verhaftung entziehen. In Berlin engagierte er sich gegen das Naziregime. Er war aktiv in der Gruppe Onkel Emil.
Nach Ende des Zweiten Weltkrieges war er als Amtsarzt in Berlin-Steglitz tätig. In den Jahren 1946 und 1947 folgte die Rückberufung an die Hochschule als Oberarzt in der I. Medizinischen Klinik der Charité sowie 1947 die Berufung in seine Heimatstadt München als Direktor der Medizinischen Universitäts-Poliklinik der Ludwig-Maximilians-Universität München.
Seitz war vom 27. November 1950 bis zum 12. Dezember 1954 für den Stimmkreis München-Stadt I und III Mitglied des Bayerischen Landtages sowie der dortigen SPD-Fraktion. Des Weiteren war er Mitglied des Ausschusses für Sozialpolitische Angelegenheiten, des Ausschusses für die Geschäftsordnung, des Ausschusses für kulturpolitische Angelegenheiten und des Landesgesundheitsrates.